# Sewastopolskaja
Sewastopolskaja (russisch Севастопольская) ist ein Dorf (staniza) in Südrussland. Es gehört zur Republik Adygeja und hat 595 Einwohner (Stand 2019). Im Ort gibt es 13 Straßen. Das Dorf wurde 1862 gegründet.

## Geographie
Das Dorf liegt 8 km südöstlich des Dorfes Abadsechskaja. Sewastopolskaja liegt am Oberlauf des Flusses Fyuntv, 27 km südöstlich von Tulski (dem Verwaltungszentrum des Bezirks) auf der Straße. Nowoswobodnaja ist der nächstgelegene ländliche Ort.